# Moments musicaux de Rachmaninov
Pour les articles homonymes, voir Moments musicaux.
Six Moments Musicaux (russe : Шесть Музыкальных Моментов, Shest' Muzykal'nikh Momentov), Op. 16, est une suite de six pièces pour piano seul écrites par le compositeur russe Sergueï Rachmaninov entre octobre et décembre 1896.
L'œuvre constitue un groupe de six moments musicaux séparés qui reproduisent des formes musicales caractéristiques des époques artistiques antérieures à Rachmaninov. Les formes qui apparaissent sont le nocturne, la romance sans paroles, la barcarolle, l'étude virtuose, et thème et variations.
Cette œuvre est directement inspirée du cycle de Franz Schubert, également intitulé Six Moments Musicaux (Op. 94, 1828).
Dans une interview de 1941, Rachmaninov déclare : « Ce que j'essaie de faire, lorsque j'écris ma musique, c'est de lui faire dire simplement et directement ce que j'ai dans le cœur lorsque je compose. », Même si les Moments musicaux ont été écrits parce qu'il était à court d'argent, les pièces résument sa connaissance de la composition pour piano jusqu'à ce point. Andantino ouvre l'ensemble avec une longue mélodie qui se développe en un final rapide. La deuxième pièce, Allegretto, est la première des quelques Moments qui révèlent sa maîtrise de la technique pianistique. Andante cantabile contraste avec les deux pièces qui l'entourent, explicitement nommées « marche funèbre » et « lamentation »,. Presto s'inspire de plusieurs sources, dont les Préludes de Frédéric Chopin, avec une intensité mélodique explosive. Le cinquième, Adagio sostenuto est un répit en forme de barcarolle, avant le final Maestoso, qui clôt l'ensemble avec une mélodie à trois voix,.

## La place des moments musicauxop.16 dans l'œuvre de Rachmaninov
À l'automne 1896, la situation financière de Rachmaninov, âgé de 23 ans, était précaire, par le fait qu'on lui avait volé de l'argent lors d'un voyage précédent en train. Pressé par le temps, à la fois financièrement et par ceux qui attendaient une symphonie, il s'est « précipité dans la production. » Le 7 décembre, il écrit à Aleksandr Zatayevich (en), compositeur russe : « Je me dépêche pour obtenir l'argent dont j'ai besoin à une certaine date [...]. Cette pression financière perpétuelle est, d'un côté, tout à fait bénéfique... d'ici le 20 de ce mois, je dois écrire six pièces pour piano. » Rachmaninov a terminé les six au cours des mois d'octobre et décembre 1896, et les a toutes dédiées à Zatayevich. Malgré les circonstances précipitées, l'œuvre témoigne de sa virtuosité précoce.
En effet, Six moments musicaux est une œuvre sophistiquée, d'une durée plus longue, exigeant davantage de virtuosité de la part de l'interprète que toutes les œuvres pour piano seul précédentes de Rachmaninov. Elle s'apparente à l'Étude en ré dièse mineur (Op. 8, n° 12) de Scriabine—dans les deux compositions, le détail est moins ornemental que fonctionnel. C'est ici, plutôt que dans Morceaux de fantaisie (Op. 3, 1892) ou Morceaux de salon (Op. 10, 1894), que Rachmaninov use de ses qualités techniques propres dans sa musique. Il y a un lyrisme passionné dans les numéros trois et cinq, mais les autres exigent une technique virtuose et une grande perception musicale. Les moments musicaux de Rachmaninov marquent une transition entre les œuvres antérieures et celles à venir ; on retrouvera les voix intérieures des Moments dans ses Préludes (Op. 23) et Études-Tableaux (Op. 33).

## Composition

### 1. Andantino en Si bémol mineur

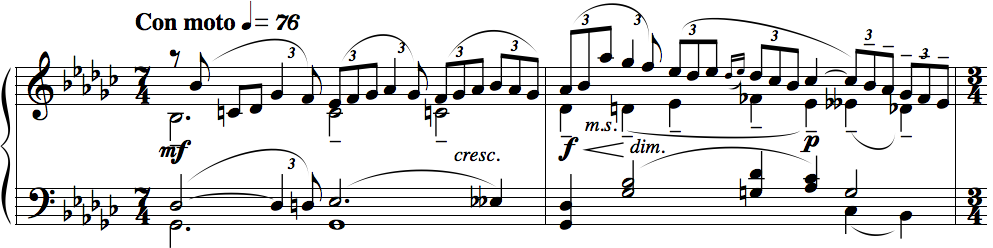
Dans lAndantino, le Con moto déploie la longue mélodie dans une mesure à 7/4.

La première pièce a un tempo andantino (modéré), comporte 113 mesures et est marquée 72 à la noire. Elle est divisée en trois sections distinctes. La première présente un thème à quatre temps (4/4) avec une structure nocturne typique à la main gauche. Une pause au milieu de la pièce, à peu près au même endroit dans les premiers Moments musicaux de Schubert, souligne l'influence de Schubert. La deuxième partie est marquée con moto (avec mouvement), à 76 noires par minute, et est une variation du premier thème dans la configuration inhabituelle de sept noires par mesure (7/4). Cette partie se termine par une cadenza. La troisième section présente la dernière variation du thème, toujours en temps commun, mais dans le tempo le plus rapide, Andantino con moto, à 84 noires par minute. La pièce se termine par une coda qui revient au premier tempo, et répète des parties des trois parties précédentes. Elle se termine par une cadence parfaite en Si bémol mineur.
Andantino est le plus long des Moments en termes de temps de jeu (environ 8:30). La mélodie est chromatique, syncopée et longue, autant d'éléments idiosyncrasiques que Rachmaninov inclut souvent dans ses œuvres. Pour cette raison, l'Andantino est parfois considéré comme une extension de son Nocturne en la mineur de la série des Morceaux de Salon (op. 10, no. 1, 1894).

### 2. Allegretto en Mi bémol mineur

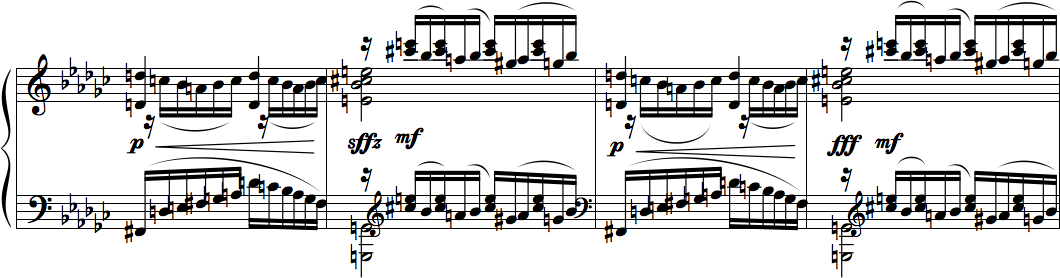
Dans la deuxième section de lAllegretto, les nuances changent si fréquemment qu'elles constituent la plus grande difficulté de la pièce.

La deuxième pièce, Allegretto, contraste avec la mélodie lyrique et atmosphérique de la première pièce. Elle compte 131 mesures, la plus longue des six pièces, mais la deuxième plus courte en termes de temps de jeu, ne dépassant généralement pas trois minutes et demie (la plus courte est la numéro quatre). Cette pièce représente une étude typique du XIXe siècle, semblable aux Études de Frédéric Chopin (Opp. 10, 25), avec une mélodie entrecoupée de figures rapides de sextuplet. Elle est de forme ternaire avec une coda : des sections identiques de début et de fin commençant aux mesures 1 et 85, et une section médiane contrastée commençant à la mesure 45. La deuxième section change radicalement de dynamique, passant constamment de piano à fortissimo et même sforzando. C'est, tout du long, un torrent implacable de demi-tons descendants et une figure en cascade à la main gauche qui rappelle l'Étude révolutionnaire (Op. 10, no 12, 1831). La pièce se termine par une coda lente en adagio qui se termine par une cadence plagale en mi bémol mineur.
Rachmaninov révisa cette pièce en mars 1940.

### 3. Andante Cantabile en Si mineur

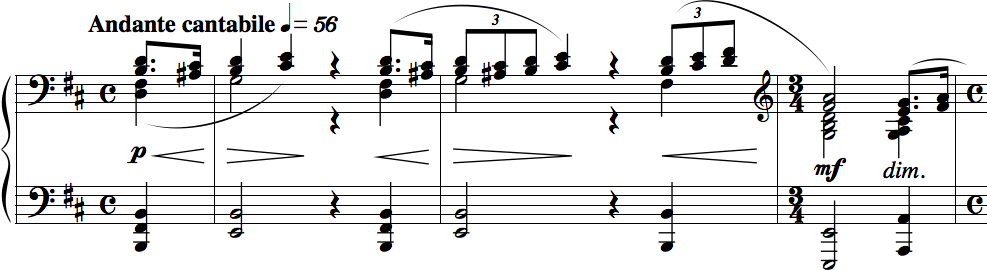
Tout lAndante Cantabile possède des mélodies basses et sombres, rappelant une marche funèbre.

Les sauts continuels du Moments numéro deux sont apaisés par la troisième pièce de l'ensemble, une « rêverie introspective ». Cette pièce peut être décrite comme un mélange entre les genres de chanson sans paroles et marche funèbre, pour créer la « pièce la plus russe » de l'ensemble, contenant à la fois des basses sonores et une mélodie solide, caractéristiques de la musique russe.
Comprenant seulement 55 mesures, cette pièce est l'une des plus courtes mais possède l'une des plus longues durées de jeu d'environ sept minutes (4:30 si la répétition n'est pas faite). La pièce est structurée en trois sections. Le thème de la première et de la deuxième section est joué entièrement en tierce mineures, accompagné par une figure de la main gauche de quintes et d'octaves. La troisième section a la mélodie en sixte mineures, à côté d'une basse d'octave staccato. La complainte du thème d'ouverture se transforme en une marche funèbre explicite lorsque les octaves de la main gauche deviennent régulières.

### 4. Presto en Mi mineur

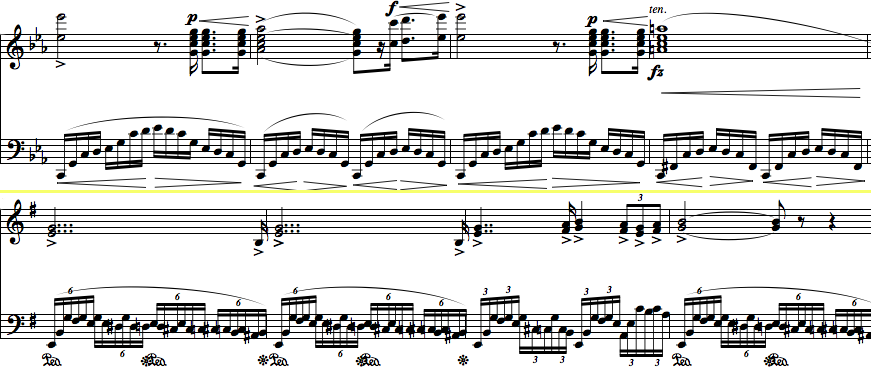
L'Étude Révolutionnaire de Chopin est comparable avec le Presto, du fait des figures récurrentes à la main gauche et de la simplicité de la mélodie à la main droite, d'autant plus que Rachmaninov adulait la musique de Chopin.

La quatrième pièce est similaire à la deuxième par la qualité de son exécution. Presto (rapide) révèle une ressemblance avec l'Étude Op. 10, no 12 (Chopin) dite Révolutionnaire de Chopin dans la figure de main gauche éprouvante qui est placée tout au long de la pièce. La pièce compte 67 mesures, pour une durée d'environ trois minutes, et a le tempo le plus rapide de l'ensemble, Presto à 104 à la noire, et est l'œuvre la plus courte en termes de temps de jeu.

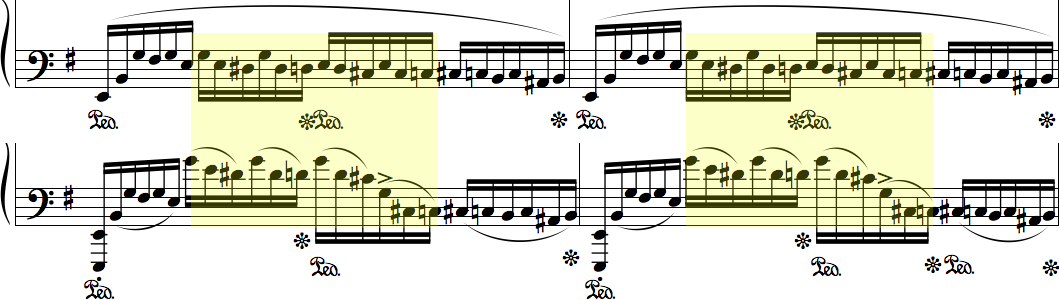
Figure de la main gauche dans le Presto d'ouverture (en haut) et le Più vivo de la troisième section. Le « déplacement registral » (en surbrillance) modifie certaines notes de la figure familière pour augmenter la tension.vignette|Ecouter

Presto est de forme ternaire avec une coda. La pièce commence par une introduction fortissimo avec une texture épaisse à la main gauche composée de sextuplés chromatiques. La section médiane est une brève période de figures descendantes pianissimo à la main droite et de gammes ascendantes à la main gauche. La troisième section est marquée Più vivo (plus vif) et est jouée encore plus rapidement que l'intro, à 112 à la noire. À ce stade, la pièce développe une texture très épaisse, avec la figure originale de la main gauche jouée aux deux mains dans des registres variables. La technique consistant à changer rapidement l'octave, parfois appelée « déplacement registral », est utilisée et augmente l'intensité de la fin. La coda en Prestissimo (très rapide, 116 noires par minute), est une réitération du thème qui se termine sur un lourd accord de Mi mineur, rappelant des sons de cloche – proéminents dans son Concerto pour piano no 2 et son Prélude en Do mineur (opus 3, no 2).
C'est la seule pièce de l'ensemble avec des indications de pédale.

### 5. Adagio sostenuto en Ré bémol majeur

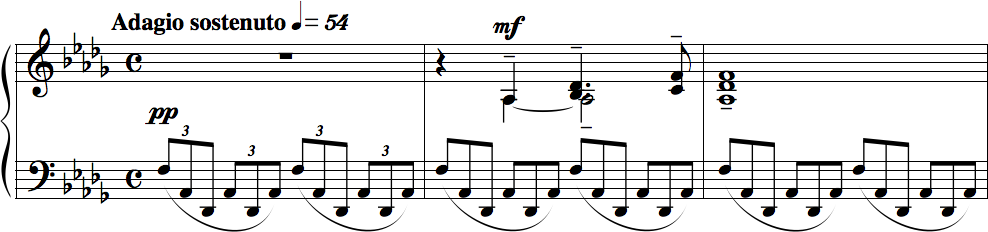
La main gauche joue des figures presque identiques tout au long de Adagio sostenuto.

La pièce s'apparente à la forme d'une barcarolle, une chanson populaire avec un accompagnement rythmique en triolet. Il faut environ cinq minutes pour la jouer, et elle compte 53 mesures, la plus courte en termes de mesures. C'est un adagio sostenuto (à l'aise soutenu) à 54 à la noire, avec une mélodie simple présentée sous forme ternaire.
Dépourvue de figures acrobatiques ou de passages difficiles, la pièce montre la capacité de Rachmaninov à faire preuve de lyrisme musical. Bien que la pièce semble simple, l'ambiance doit être soutenue en jouant simultanément des figures de triolets retenues mais dynamiques à la main gauche. Ses lignes mélodiques relativement courtes sont un contraste direct avec les lignes longues caractéristiques de Rachmaninov, donnant un temps plus court pour faire ressortir les phrases.

### 6.Maestoso en Do majeur

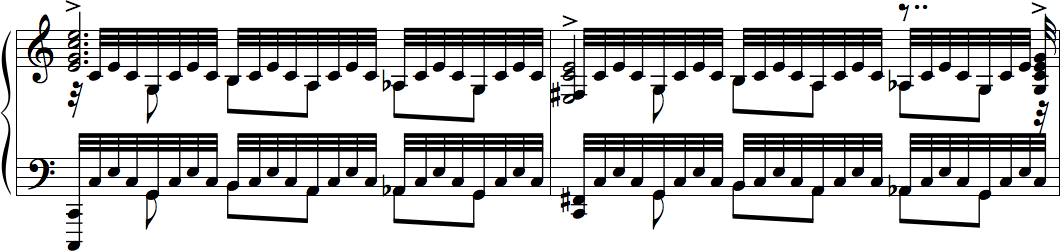
Maestoso est plein de cette texture épaisse, compliquant la « mélodie difficile des accords ».

Le dernier morceau de l'ensemble est une œuvre typique du XIXe siècle, et a été décrit comme une « apothéose ou un achèvement de la lutte. » Elle semble s'inspirer de la texture du Präludium des Bunte Blätter (en) de Schumann. La pièce a été résumée ainsi :

« Le dernier morceau ou mouvement d'un cycle qui est virtuose et brillant, employant toute la gamme de dynamiques et de sonorités disponibles au piano, amenant un ensemble de pièces à une conclusion glorieuse. »

— Robin Hancock, Boston University, 1992.
Cette œuvre « orageuse, agitée » contient un « thème principal véhément et seulement un bref soleil brumeux en milieu de section [qui allège] la tempête avant que fortississimo, les tonnerres, reviennent et dominent finalement. » Malgré les représentations sombres présentées pour décrire la pièce, l'œuvre est en Do majeur, et le résultat final est plus léger que sombre.
Comme les deuxième et quatrième Moments, le numéro six est écrit sous la forme d'une étude, avec une mélodie répétitive mais techniquement difficile en accords qui est doublée aux deux mains. En tout, l'œuvre comporte trois éléments distincts joués simultanément : la mélodie principale, la figure d'accords brisés en croche, et une croche descendante. Les dynamiques jouent un grand rôle dans cette pièce : le fortissimo marqué au début est maintenu tout au long de la première section, avec seulement de brefs répits à mezzo forte. La section médiane est plus douce, sauf à deux moments où la tension monte de manière significative, créant l'« effet d'apothéose » susmentionné. Ici, Rachmaninov utilise le contrepoint pour développer un effet de canon. Immédiatement avant la coda, la texture épaisse et le canon disparaissent soudainement et la pièce devient piano. En entrant dans la coda, l'œuvre reprend le thème forte et s'amalgame à une fin majestueuse jouée fortississimo.
Maestoso est l'une des pièces les plus difficiles de l'ensemble. L'endurance et la force sont nécessaires pour soutenir un son plein et résonnant, tandis que la figure continue de croches peut être fatigante pour le pianiste. La constance du tempo est un problème pour cette pièce, en raison de la mélodie qui est entrecoupée de deux autres éléments.

## Discographie
Rachmaninov lui-même a enregistré le 2e moment musical. Cet enregistrement a été complètement remasterisé (on n'entend plus de bruits parasites).
Autrement, Nikolaï Louganski a enregistré les 6 moments musicaux (accompagnés des préludes op.23 et du célèbre prélude en ut dièse mineur du même compositeur) chez Erato.
Lazar Berman a enregistré les 6 moments Musicaux en 1975 pour Deutsche Grammophon à la Jesus-Kirche de Berlin.
Le pianiste Sviatoslav Richter a également enregistré le 6e moment musical.